# Slovenská fotbalová divize 1986/1987
V soubojích 22. ročníku Slovenské fotbalové divize 1986/87 (jedna ze skupin 4. nejvyšší soutěže) se utkalo několik desítek týmů rozdělených po sedmi skupinách dvoukolovým systémem podzim - jaro.
Po sezóně došlo k velké reorganizaci soutěže. Soutěž byla zúžena z osmi skupin na čtyři, rozdělena pak byla následovně – z bratislavské podskupiny A byla vytvořena skupina Bratislava; z bratislavské podskupiny B, jihovýchodní podskupiny a severozápadní podskupiny byla vytvořena skupina Západ; ze středoslovenských podskupin A a B byla vytvořena jednotná skupina Střed; východní podskupina a západní podskupina byly sloučeny do jedné skupiny Východ.
Kompletní tabulky jihovýchodní podskupiny, severozápadní podskupiny a středoslovenské podskupiny B nejsou známy.

## Skupina Západ

### Bratislavská podskupina A
Zdroj: 
| Poř. | Tým                                | Z  | V  | R  | P  | VG | OG | B  |
| ---- | ---------------------------------- | -- | -- | -- | -- | -- | -- | -- |
| 1.   | Lokomotíva Bratislava              | 26 | 18 | 5  | 3  | 54 | 26 | 41 |
| 2.   | Slovan Bratislava juniori          | 26 | 17 | 6  | 3  | 74 | 20 | 40 |
| 3.   | Tatran Devín                       | 26 | 14 | 6  | 6  | 44 | 24 | 34 |
| 4.   | TJ Trnávka                         | 26 | 12 | 8  | 6  | 49 | 34 | 32 |
| 5.   | Prefmonta Bratislava               | 26 | 8  | 11 | 7  | 42 | 42 | 27 |
| 6.   | Lokomotíva Devínska Nová Ves       | 26 | 12 | 3  | 11 | 43 | 44 | 27 |
| 7.   | Iskra Matador Bratislava juniori   | 26 | 10 | 5  | 11 | 44 | 44 | 25 |
| 8.   | Rapid Bratislava                   | 26 | 10 | 3  | 13 | 39 | 43 | 23 |
| 9.   | TJ Vinohrady Bratislava            | 26 | 9  | 5  | 12 | 31 | 35 | 23 |
| 10.  | Doprastav Bratislava               | 26 | 8  | 6  | 12 | 42 | 43 | 22 |
| 11.  | BAZ Bratislava - Dúbravka          | 26 | 8  | 6  | 12 | 38 | 48 | 22 |
| 12.  | Pozemní stavby Bratislava          | 26 | 6  | 9  | 11 | 25 | 45 | 21 |
| 13.  | DPMB Bratislava                    | 26 | 7  | 7  | 12 | 21 | 43 | 21 |
| 14.  | Inter ZŤS Bratislava-Petržalka „C“ | 26 | 1  | 4  | 21 | 13 | 68 | 6  |

Poznámky:
- Z = Odehrané zápasy; V = Vítězství; R = Remízy; P = Prohry; VG = Vstřelené góly; OG = Obdržené góly; B = Body

|  | Přechod do Divize – sk. Bratislava 1987/88 (4. liga) |
|  | Sestup do krajských soutěží (5. liga)                |

### Bratislavská podskupina B
Zdroj: 
| Poř. | Tým                           | Z  | V  | R  | P  | VG | OG | B  |
| ---- | ----------------------------- | -- | -- | -- | -- | -- | -- | -- |
| 1.   | Meopta Jur pri Bratislave     | 26 | 18 | 7  | 1  | 55 | 8  | 43 |
| 2.   | TJ Bernolákovo                | 26 | 15 | 6  | 5  | 38 | 20 | 36 |
| 3.   | VTJ Žižka Malacky             | 26 | 14 | 7  | 5  | 55 | 25 | 35 |
| 4.   | Družstevník Láb               | 26 | 12 | 8  | 6  | 39 | 26 | 32 |
| 5.   | Družstevník Pezinok-Myslenice | 26 | 11 | 9  | 6  | 33 | 29 | 31 |
| 6.   | TJ Plavecký Štvrtok           | 26 | 12 | 5  | 9  | 38 | 36 | 29 |
| 7.   | TJ Lozorno                    | 26 | 11 | 4  | 11 | 43 | 49 | 26 |
| 8.   | Záhoran Kostolište            | 26 | 7  | 10 | 9  | 35 | 36 | 24 |
| 9.   | TJ Tomášov                    | 26 | 8  | 7  | 11 | 35 | 39 | 23 |
| 10.  | Montostroj Senec juniori      | 26 | 7  | 7  | 12 | 28 | 39 | 21 |
| 11.  | TJ Dunajská Lužná             | 26 | 7  | 6  | 13 | 37 | 41 | 20 |
| 12.  | TJ Slovenský Grob             | 26 | 5  | 10 | 11 | 33 | 42 | 20 |
| 13.  | Tatran Stupava                | 26 | 4  | 4  | 18 | 31 | 65 | 12 |
| 14.  | TJ Jakubov                    | 26 | 4  | 4  | 18 | 17 | 62 | 12 |

Poznámky:
- Z = Odehrané zápasy; V = Vítězství; R = Remízy; P = Prohry; VG = Vstřelené góly; OG = Obdržené góly; B = Body

|  | Postup do 2. SNFL 1987/88 (3. liga)             |
|  | Přechod do Divize – sk. Západ 1987/88 (4. liga) |
|  | Sestup do krajských soutěží (5. liga)           |

## Skupina Střed

### Podskupina B
Zdroj: 
| Poř. | Tým                             | Z  | V  | R | P  | VG | OG | B  |
| ---- | ------------------------------- | -- | -- | - | -- | -- | -- | -- |
| 1.   | Kovomier Fiľakovo               | 30 | 24 | 2 | 4  | 80 | 22 | 50 |
| 2.   | Spojené závody Lučenec          | 30 | 19 | 4 | 7  | 66 | 36 | 42 |
| 3.   | LB Zvolen                       | 30 | 17 | 6 | 7  | 51 | 37 | 40 |
| 4.   | Baník Veľký Krtíš               | 30 | 17 | 4 | 9  | 48 | 32 | 38 |
| 5.   | Spartak Hriňová                 | 30 | 18 | 2 | 10 | 49 | 39 | 38 |
| 6.   | ŠŽ Podbrezová                   | 30 | 15 | 7 | 8  | 61 | 34 | 37 |
| 7.   | Mostáreň Brezno                 | 30 | 15 | 6 | 9  | 46 | 33 | 34 |
| 8.   | TJ Dolné Hámre                  | 30 | 13 | 7 | 10 | 58 | 46 | 33 |
| 9.   | ZŤS Detva „B“                   | 30 | 10 | 5 | 15 | 43 | 53 | 25 |
| 10.  | Baník Kalinovo                  | 30 | 11 | 3 | 16 | 34 | 58 | 25 |
| 11.  | TJ Hajnáčka                     | 30 | 10 | 4 | 16 | 36 | 53 | 24 |
| 12.  | Družstevník Dobrá Niva          | 30 | 8  | 6 | 16 | 37 | 44 | 22 |
| 13.  | Družstevník Radvaň nad Laborcom | 30 | 6  | 9 | 15 | 38 | 59 | 21 |
| 15.  | Partizán Banská Bystrica        | 30 | 8  | 4 | 18 | 48 | 60 | 20 |
| 15.  | TJ Žarnovica                    | 30 | 8  | 2 | 20 | 25 | 79 | 18 |
| 16.  | VTJ Brezno                      | 30 | 3  | 5 | 22 | 28 | 72 | 11 |

Poznámky:
- Z = Odehrané zápasy; V = Vítězství; R = Remízy; P = Prohry; VG = Vstřelené góly; OG = Obdržené góly; B = Body

|  | Postup do 2. SNFL 1987/88 (3. liga)             |
|  | Přechod do Divize – sk. Střed 1987/88 (4. liga) |
|  | Sestup do krajských soutěží (5. liga)           |

## Skupina Východ

### Východní podskupina
Zdroj: 
| Poř. | Tým                             | Z  | V  | R | P  | VG | OG | B  |
| ---- | ------------------------------- | -- | -- | - | -- | -- | -- | -- |
| 1.   | OZKN Svidník                    | 26 | 17 | 2 | 7  | 55 | 23 | 36 |
| 2.   | Agrokombinát Budkovce           | 26 | 17 | 0 | 9  | 48 | 32 | 34 |
| 3.   | ND ZŤS Sabinov                  | 26 | 13 | 5 | 8  | 44 | 24 | 31 |
| 4.   | Slovan Imuna Šarišské Michaľany | 26 | 13 | 5 | 8  | 39 | 26 | 31 |
| 5.   | Spartak Vihorlat Snina          | 26 | 15 | 0 | 11 | 35 | 22 | 30 |
| 6.   | TJ Vyšná Šebastová              | 26 | 11 | 7 | 8  | 42 | 32 | 29 |
| 7.   | Tatran Kračúnovce               | 26 | 11 | 6 | 9  | 46 | 32 | 28 |
| 8.   | Spartak Vihorlat Medzilaborce   | 26 | 10 | 4 | 12 | 30 | 37 | 24 |
| 9.   | Chemko Strážske                 | 26 | 10 | 2 | 14 | 47 | 47 | 22 |
| 10.  | Tatran Bystré                   | 26 | 9  | 4 | 13 | 30 | 43 | 22 |
| 11.  | TJ Zalužice                     | 26 | 9  | 2 | 15 | 21 | 37 | 20 |
| 12.  | TJ Fintice                      | 26 | 9  | 2 | 15 | 20 | 36 | 20 |
| 13.  | TJ Stakčín                      | 26 | 10 | 0 | 16 | 23 | 50 | 20 |
| 14.  | Slavoj Kráľovský Chlmec         | 26 | 7  | 2 | 17 | 29 | 53 | 16 |

Poznámky:
- Z = Odehrané zápasy; V = Vítězství; R = Remízy; P = Prohry; VG = Vstřelené góly; OG = Obdržené góly; B = Body

|  | Přechod do Divize – sk. Východ 1987/88 (4. liga) |
|  | Sestup do krajských soutěží (5. liga)            |

### Západní podskupina
Zdroj: 
| Poř. | Tým                        | Z  | V  | R  | P  | VG | OG | B  |
| ---- | -------------------------- | -- | -- | -- | -- | -- | -- | -- |
| 1.   | Jednota Moldava nad Bodvou | 26 | 16 | 5  | 5  | 42 | 24 | 37 |
| 2.   | Baník Lubeník              | 26 | 15 | 4  | 7  | 43 | 23 | 34 |
| 3.   | Baník Rožňava              | 26 | 14 | 4  | 8  | 51 | 33 | 32 |
| 4.   | Strojár Prakovce           | 26 | 11 | 8  | 7  | 47 | 30 | 30 |
| 5.   | Spoje Košice               | 26 | 12 | 5  | 9  | 56 | 34 | 29 |
| 6.   | IS Košice                  | 26 | 13 | 3  | 10 | 54 | 40 | 29 |
| 7.   | Jednota Kežmarok           | 26 | 12 | 5  | 9  | 36 | 39 | 29 |
| 8.   | TJ Družstevná pri Hornáde  | 26 | 8  | 11 | 7  | 34 | 28 | 27 |
| 9.   | Slovan Poproč              | 26 | 8  | 8  | 10 | 31 | 38 | 24 |
| 10.  | Pokrok SEZ Krompachy       | 26 | 10 | 3  | 13 | 31 | 45 | 23 |
| 11.  | Skrutkáreň Stará Ľubovňa   | 26 | 8  | 6  | 12 | 30 | 44 | 22 |
| 12.  | Tatran Spišské Vlachy      | 26 | 6  | 7  | 13 | 29 | 48 | 19 |
| 13.  | Tatran Ľubica              | 26 | 7  | 3  | 16 | 36 | 47 | 17 |
| 14.  | TJ Levoča                  | 26 | 4  | 4  | 18 | 20 | 67 | 12 |

Poznámky:
- Z = Odehrané zápasy; V = Vítězství; R = Remízy; P = Prohry; VG = Vstřelené góly; OG = Obdržené góly; B = Body

|  | Postup do 2. SNFL 1987/88 (3. liga)              |
|  | Přechod do Divize – sk. Východ 1987/88 (4. liga) |
|  | Sestup do krajských soutěží (5. liga)            |